# Lijst van winnaars van het Eurovisiesongfestival
Deze pagina geeft een overzicht van alle winnaars van het Eurovisiesongfestival sinds 1956.
| Jaar | Land                                     | Taal                                     | Artiest                                  | Lied                                     | Deelnemers                               | Punten                                   |
| ---- | ---------------------------------------- | ---------------------------------------- | ---------------------------------------- | ---------------------------------------- | ---------------------------------------- | ---------------------------------------- |
| 1956 | Zwitserland                              | Frans                                    | Lys Assia                                | Refrain                                  | 14                                       | n.b.                                     |
| 1957 | Nederland                                | Nederlands                               | Corry Brokken                            | Net als toen                             | 10                                       | 31                                       |
| 1958 | Frankrijk                                | Frans                                    | André Claveau                            | Dors, mon amour                          | 10                                       | 27                                       |
| 1959 | Nederland (2)                            | Nederlands                               | Teddy Scholten                           | 'n Beetje                                | 11                                       | 21                                       |
| 1960 | Frankrijk (2)                            | Frans                                    | Jacqueline Boyer                         | Tom Pillibi                              | 13                                       | 32                                       |
| 1961 | Luxemburg                                | Frans                                    | Jean-Claude Pascal                       | Nous les amoureux                        | 16                                       | 31                                       |
| 1962 | Frankrijk (3)                            | Frans                                    | Isabelle Aubret                          | Un premier amour                         | 16                                       | 26                                       |
| 1963 | Denemarken                               | Deens                                    | Grethe & Jørgen Ingmann                  | Dansevise                                | 16                                       | 42                                       |
| 1964 | Italië                                   | Italiaans                                | Gigliola Cinquetti                       | Non ho l'età                             | 16                                       | 49                                       |
| 1965 | Luxemburg (2)                            | Frans                                    | France Gall                              | Poupée de cire, poupée de son            | 16                                       | 32                                       |
| 1966 | Oostenrijk                               | Duits                                    | Udo Jürgens                              | Merci chérie                             | 18                                       | 31                                       |
| 1967 | Verenigd Koninkrijk                      | Engels                                   | Sandie Shaw                              | Puppet on a string                       | 17                                       | 47                                       |
| 1968 | Spanje                                   | Spaans                                   | Massiel                                  | La, la, la                               | 17                                       | 29                                       |
| 1969 | Frankrijk (4)                            | Frans                                    | Frida Boccara                            | Un jour, un enfant                       | 16                                       | 18                                       |
| 1969 | Nederland (3)                            | Nederlands                               | Lenny Kuhr                               | De troubadour                            | 16                                       | 18                                       |
| 1969 | Spanje (2)                               | Spaans                                   | Salomé                                   | Vivo cantando                            | 16                                       | 18                                       |
| 1969 | Verenigd Koninkrijk (2)                  | Engels                                   | Lulu                                     | Boom bang-a-bang                         | 16                                       | 18                                       |
| 1970 | Ierland                                  | Engels                                   | Dana                                     | All kinds of everything                  | 12                                       | 32                                       |
| 1971 | Monaco                                   | Frans                                    | Séverine                                 | Un banc, un arbre, une rue               | 18                                       | 128                                      |
| 1972 | Luxemburg (3)                            | Frans                                    | Vicky Leandros                           | Après toi                                | 18                                       | 128                                      |
| 1973 | Luxemburg (4)                            | Frans                                    | Anne-Marie David                         | Tu te reconnaîtras                       | 17                                       | 129                                      |
| 1974 | Zweden                                   | Engels                                   | ABBA                                     | Waterloo                                 | 17                                       | 24                                       |
| 1975 | Nederland (4)                            | Engels                                   | Teach-In                                 | Ding-a-dong                              | 19                                       | 152                                      |
| 1976 | Verenigd Koninkrijk (3)                  | Engels                                   | Brotherhood of Man                       | Save your kisses for me                  | 18                                       | 164                                      |
| 1977 | Frankrijk (5)                            | Frans                                    | Marie Myriam                             | L'oiseau et l'enfant                     | 18                                       | 136                                      |
| 1978 | Israël                                   | Hebreeuws                                | Izhar Cohen & The Alphabeta              | A-ba-ni-bi                               | 20                                       | 157                                      |
| 1979 | Israël (2)                               | Hebreeuws en Engels                      | Gali Atari & Milk & Honey                | Hallelujah                               | 19                                       | 125                                      |
| 1980 | Ierland (2)                              | Engels                                   | Johnny Logan                             | What's another year                      | 19                                       | 143                                      |
| 1981 | Verenigd Koninkrijk (4)                  | Engels                                   | Bucks Fizz                               | Making your mind up                      | 20                                       | 136                                      |
| 1982 | West-Duitsland                           | Duits                                    | Nicole                                   | Ein bißchen Frieden                      | 18                                       | 164                                      |
| 1983 | Luxemburg (5)                            | Frans                                    | Corinne Hermès                           | Si la vie est cadeau                     | 20                                       | 142                                      |
| 1984 | Zweden (2)                               | Zweeds                                   | Herreys                                  | Diggi-loo diggi-ley                      | 19                                       | 145                                      |
| 1985 | Noorwegen                                | Noors                                    | Bobbysocks                               | La det swinge                            | 19                                       | 123                                      |
| 1986 | België                                   | Frans                                    | Sandra Kim                               | J'aime la vie                            | 20                                       | 176                                      |
| 1987 | Ierland (3)                              | Engels                                   | Johnny Logan                             | Hold me now                              | 22                                       | 172                                      |
| 1988 | Zwitserland (2)                          | Frans                                    | Céline Dion                              | Ne partez pas sans moi                   | 21                                       | 137                                      |
| 1989 | Joegoslavië                              | Kroatisch                                | Riva                                     | Rock me                                  | 22                                       | 137                                      |
| 1990 | Italië (2)                               | Italiaans                                | Toto Cutugno                             | Insieme: 1992                            | 22                                       | 149                                      |
| 1991 | Zweden (3)                               | Zweeds                                   | Carola Häggkvist                         | Fångad av en stormvind                   | 22                                       | 146                                      |
| 1992 | Ierland (4)                              | Engels                                   | Linda Martin                             | Why me?                                  | 23                                       | 155                                      |
| 1993 | Ierland (5)                              | Engels                                   | Niamh Kavanagh                           | In your eyes                             | 25                                       | 187                                      |
| 1994 | Ierland (6)                              | Engels                                   | Paul Harrington & Charlie McGettigan     | Rock 'n' roll kids                       | 25                                       | 226                                      |
| 1995 | Noorwegen (2)                            | Noors                                    | Secret Garden                            | Nocturne                                 | 23                                       | 148                                      |
| 1996 | Ierland (7)                              | Engels                                   | Eimear Quinn                             | The voice                                | 23                                       | 162                                      |
| 1997 | Verenigd Koninkrijk (5)                  | Engels                                   | Katrina & the Waves                      | Love shine a light                       | 25                                       | 227                                      |
| 1998 | Israël (3)                               | Hebreeuws                                | Dana International                       | Diva                                     | 25                                       | 172                                      |
| 1999 | Zweden (4)                               | Engels                                   | Charlotte Nilsson                        | Take me to your heaven                   | 23                                       | 163                                      |
| 2000 | Denemarken (2)                           | Engels                                   | Olsen Brothers                           | Fly on the wings of love                 | 24                                       | 195                                      |
| 2001 | Estland                                  | Engels                                   | Tanel Padar, Dave Benton & 2XL           | Everybody                                | 23                                       | 198                                      |
| 2002 | Letland                                  | Engels                                   | Marie N                                  | I wanna                                  | 24                                       | 176                                      |
| 2003 | Turkije                                  | Engels                                   | Sertab Erener                            | Everyway that I can                      | 26                                       | 167                                      |
| 2004 | Oekraïne                                 | Engels en Oekraïens                      | Ruslana                                  | Wild dances                              | 36                                       | 280                                      |
| 2005 | Griekenland                              | Engels                                   | Elena Paparizou                          | My number one                            | 39                                       | 230                                      |
| 2006 | Finland                                  | Engels                                   | Lordi                                    | Hard rock hallelujah                     | 37                                       | 292                                      |
| 2007 | Servië                                   | Servisch                                 | Marija Šerifović                         | Molitva                                  | 42                                       | 268                                      |
| 2008 | Rusland                                  | Engels                                   | Dima Bilan                               | Believe                                  | 43                                       | 272                                      |
| 2009 | Noorwegen (3)                            | Engels                                   | Alexander Rybak                          | Fairytale                                | 42                                       | 387                                      |
| 2010 | Duitsland (2)                            | Engels                                   | Lena Meyer-Landrut                       | Satellite                                | 39                                       | 246                                      |
| 2011 | Azerbeidzjan                             | Engels                                   | Ell & Nikki                              | Running scared                           | 43                                       | 221                                      |
| 2012 | Zweden (5)                               | Engels                                   | Loreen                                   | Euphoria                                 | 42                                       | 372                                      |
| 2013 | Denemarken (3)                           | Engels                                   | Emmelie de Forest                        | Only teardrops                           | 39                                       | 281                                      |
| 2014 | Oostenrijk (2)                           | Engels                                   | Conchita Wurst                           | Rise like a phoenix                      | 37                                       | 290                                      |
| 2015 | Zweden (6)                               | Engels                                   | Måns Zelmerlöw                           | Heroes                                   | 40                                       | 365                                      |
| 2016 | Oekraïne (2)                             | Engels en Krim-Tataars                   | Jamala                                   | 1944                                     | 42                                       | 534                                      |
| 2017 | Portugal                                 | Portugees                                | Salvador Sobral                          | Amar pelos dois                          | 42                                       | 758                                      |
| 2018 | Israël (4)                               | Engels                                   | Netta Barzilai                           | Toy                                      | 43                                       | 529                                      |
| 2019 | Nederland (5)                            | Engels                                   | Duncan Laurence                          | Arcade                                   | 41                                       | 498                                      |
| 2020 | Geannuleerd vanwege de COVID-19-pandemie | Geannuleerd vanwege de COVID-19-pandemie | Geannuleerd vanwege de COVID-19-pandemie | Geannuleerd vanwege de COVID-19-pandemie | Geannuleerd vanwege de COVID-19-pandemie | Geannuleerd vanwege de COVID-19-pandemie |
| 2021 | Italië (3)                               | Italiaans                                | Måneskin                                 | Zitti e buoni                            | 39                                       | 524                                      |
| 2022 | Oekraïne (3)                             | Oekraïens                                | Kalush Orchestra                         | Stefania                                 | 40                                       | 631                                      |
| 2023 | Zweden (7)                               | Engels                                   | Loreen                                   | Tattoo                                   | 37                                       | 583                                      |
| 2024 | Zwitserland (3)                          | Engels                                   | Nemo                                     | The Code                                 | 37                                       | 591                                      |
| 2025 | Oostenrijk (3)                           | Engels                                   | JJ                                       | Wasted love                              | 37                                       | 436                                      |

## Overwinning per land
| Aantal | Land                | Jaar                                     |
| ------ | ------------------- | ---------------------------------------- |
| 7      | Ierland             | 1970, 1980, 1987, 1992, 1993, 1994, 1996 |
| 7      | Zweden              | 1974, 1984, 1991, 1999, 2012, 2015, 2023 |
| 5      | Frankrijk           | 1958, 1960, 1962, 1969, 1977             |
| 5      | Luxemburg           | 1961, 1965, 1972, 1973, 1983             |
| 5      | Nederland           | 1957, 1959, 1969, 1975, 2019             |
| 5      | Verenigd Koninkrijk | 1967, 1969, 1976, 1981, 1997             |
| 4      | Israël              | 1978, 1979, 1998, 2018                   |
| 3      | Denemarken          | 1963, 2000, 2013                         |
| 3      | Italië              | 1964, 1990, 2021                         |
| 3      | Noorwegen           | 1985, 1995, 2009                         |
| 3      | Oekraïne            | 2004, 2016, 2022                         |
| 3      | Oostenrijk          | 1966, 2014, 2025                         |
| 3      | Zwitserland         | 1956, 1988, 2024                         |
| 2      | Duitsland           | 1982, 2010                               |
| 2      | Spanje              | 1968, 1969                               |
| 1      | Azerbeidzjan        | 2011                                     |
| 1      | België              | 1986                                     |
| 1      | Estland             | 2001                                     |
| 1      | Finland             | 2006                                     |
| 1      | Griekenland         | 2005                                     |
| 1      | Joegoslavië         | 1989                                     |
| 1      | Letland             | 2002                                     |
| 1      | Monaco              | 1971                                     |
| 1      | Portugal            | 2017                                     |
| 1      | Rusland             | 2008                                     |
| 1      | Servië              | 2007                                     |
| 1      | Turkije             | 2003                                     |